# Pyrrol
Pyrrol är en kvävehaltig, aromatisk heterocykel med form av färglös till brun vätska, som i luft är något instabil.

## Egenskaper
Pyrrol har en söt kloroformaktig doft (smältpunkt -23 °C och kokpunkt  131 °C, densitet 0,967 g/ml). Namnet kommer av grekiskans pyrrho eldröd och latinets oleum olja, eftersom dess ångor färgar en med saltsyra fuktad furusticka röd. Pyrrol är en heterocyklisk aromatisk ring med 6 π-elektroner med en termokemisk stabiliseringsenergi på 40,4 kcal/mol (jämfört med 45,8 kcal/mol för bensen). Pyrrol är ej att betrakta som basisk då protonering sker på bekostnad av aromaticiteten; pKa = -0,27 för den protonerade formen. Kväveprotonen är något sur eftersom anjonen är resonansstabiliserad: pKa = 17,00. 

## Framställning
Pyrrol isolerades 1834 av tysken Friedlieb Ferdinand Runge ur stenkolstjära och 1858 av skotten Anderson ur bentjära. Den framställs genom destillation av stenkolstjära eller benolja eller genom reaktion mellan butyn-1,4-diol och ammoniak.

## Användning
Pyrrol används för framställning av läkemedel, färgämnen m. m., och pyrrolringen återfinns i naturprodukter som porfyriner.